# Yan Zhongmin
Yan Zhongmin (chinois : 严重敏), née le 6 octobre 1920 sur l'île de Daishan et morte le 2 octobre 2017, est une géographe chinoise. Ses travaux font d'elle une pionnière de la science régionale internationale en Chine et l'une des fondatrices de la géographie urbaine dans son pays.

## Biographie
Yan Zhongmin naît le 6 octobre 1920 sur l'île de Daishan. Elle fait ses études à l'université centrale nationale de Nankin (zh) de 1938 à 1942, et est un temps professeure de géographie en collège et lycée. En 1948, elle poursuit ses études à l'Université de Zurich en Suisse afin de se spécialiser en géographie humaine. D'après les spécialistes, elle y rencontre certainement le géographe suisse Hans Carol, l'assistant de Walter Christaller, qui lui fait prendre connaissance de ses travaux. Après la naissance de la république populaire de Chine, Yan Zhongmin retourne à l'automne 1949 dans son pays. Elle enseigne au département de géographie de l'université normale de la Chine de l'Est et réunit une équipe d'élèves afin de constituer une équipe de recherche sur la géographie urbaine. Elle rejoint le Parti communiste chinois en septembre 1959. En 1980, Yan Zhongmin est directrice de l’Institut de géographie de l’Europe occidentale et de l’Amérique du Nord. 
Yan Zhongmin est membre du comité de rédaction du China Encyclopedia World Geography Volume, d'Acta Geographica Sinica et du magazine canadien Chinese Geography and Environment.
Yan Zhongmin est mariée avec le géologue pétrolier chinois Xia Zhu (zh) avec qui elle revient de Suisse en 1949,.

## Travaux
Avec l'ouverture de la Chine, Yan Zhongmin fait partie des premiers scientifiques qui voyagent à l'étranger lors de colloques, comme aux États-Unis, où elle fait connaître ses travaux. 

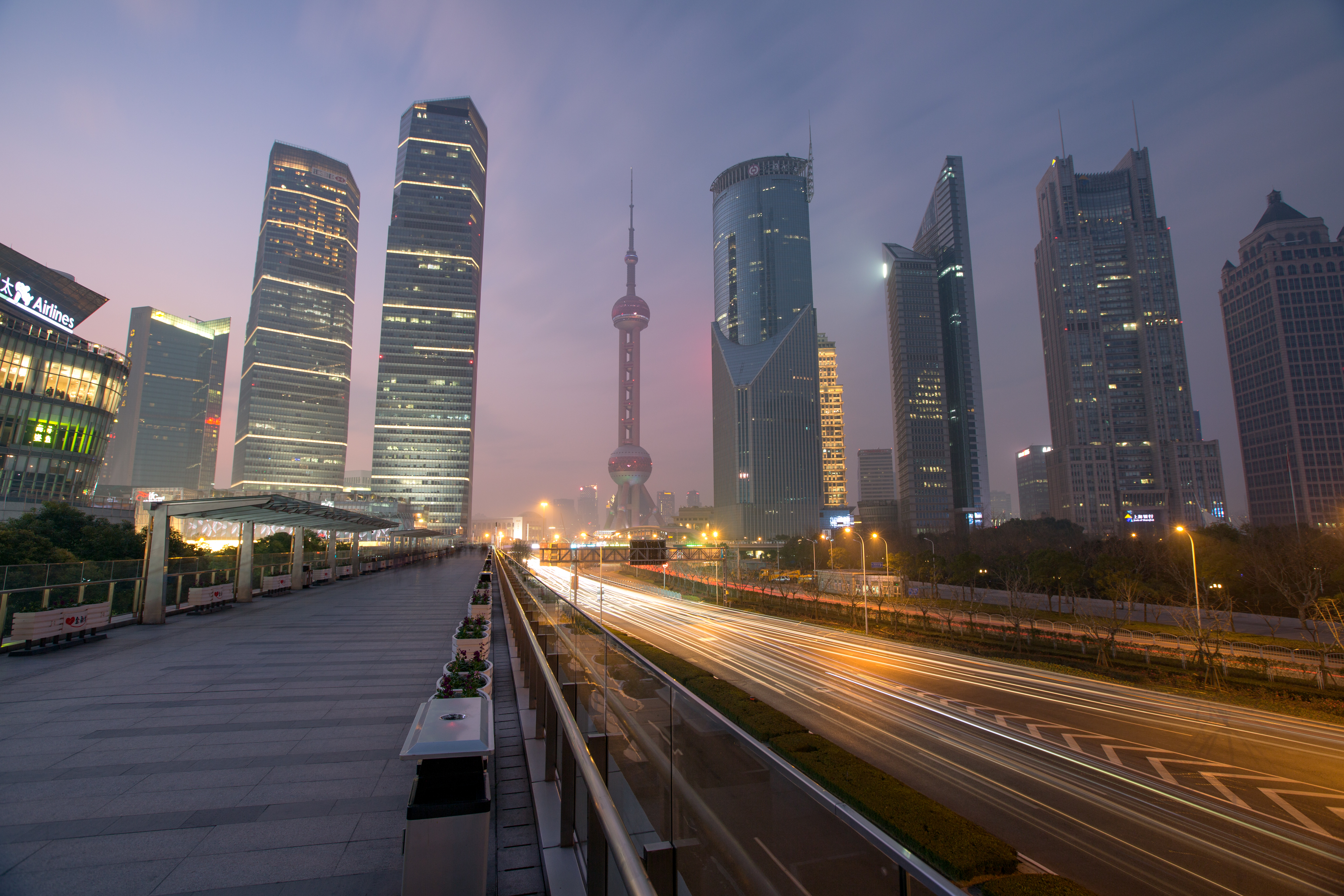
Vue de Pudong de nuit.

Elle présente l'importance de la géographie urbaine dans une publication de 1959 selon trois axes, la description spatiale de leur localisation, leurs fonctions et leurs relations avec les autres villes.  Cette publication fait d'elle une pionnière de la géographie urbaine chinoise. Elle s'intéresse à Shanghai, retraçant l'historique de son développement économique au fil du temps et l'évolution de sa population. Elle montre que le développement s'est effectué à la suite de la réquisition de la ville par l'étranger et, à partir de 1949, par la prise de contrôle par les communistes,. Face à son expansion urbaine, elle estime qu'un développement de Pudong est indispensable, option prise cinq ans après par le gouvernement chinois.
En 1964, Yan Zhongmin publie la première traduction en chinois des travaux de Walter Christaller. Mais la révolution culturelle, où tous les travaux étrangers sont vus comme relevant du capitalisme, la conduit à observer une attitude critique de cette théorie avant son développement en 1976,. Elle développe le concept en Chine, montrant comment s'organisent les systèmes urbains. Elle développe les recherches sur l'urbanisation en ville en s'attachant à montrer les problématiques des relations entre les villes de taille moyennes et les petites villes.

## Hommages et distinction
- Membre de la Société géographique chinoise (zh)[2];
- Prix de la Commission nationale de l'éducation pour ses 40 années d'enseignement, qui lui donne droit à une allocation spéciale[2] ;
- Membre honoraire de la Société de géographie en France en 1995[4].

## Publications

### Ouvrages
- (zh) Zhongmin Yan et Wanzhon Yang, 上海市经济地理 [« Géographie économique de Shanghai »],‎ 1988, 326 p.
- (zh) Zhongmin Yan, Wudong Zhang et Tang Jianzhong bian zhu, 上海市 [« Shanghai »],‎ 1993, 284 p. (ISBN 7208016194)

### Articles
- (zh) Zhongmin Yan, « 乡土地理中的城市研究 » [« Recherche urbaine en géographie rurale »], (inconnu),‎ 1959
- (en) Yan Zhongmin et Tang Jianzhong, « Areal expansion of urban Shanghai », GeoJournal, vol. 21, no 1,‎ 1er mai 1990, p. 57–64 (ISSN 1572-9893, DOI 10.1007/BF00645308, lire en ligne, consulté le 11 novembre 2023)
- (en) Yuemin Ning et Zhongmin Yan, « The uneven development and spatial diffusion of Chinese central cities », Chinese Geographical Science, vol. 4, no 2,‎ 1er juin 1994, p. 119–128 (ISSN 1993-064X, DOI 10.1007/BF02664294, lire en ligne, consulté le 11 novembre 2023)
- (en) Zhongmin Yan et Ning Yuemin, « The Changing Industrial and Spatial Structure in Shanghai », Urban Geography, vol. 16, no 7,‎ 1995, p. 577-594